# Campeonato da Europa de Atletismo de 2018 - Salto em altura masculino
A prova do salto em altura masculino do Campeonato da Europa de Atletismo de 2018 foi disputada entre os dias  9 e 11 de agosto de 2018 no Estádio Olímpico de Berlim em Berlim,  na Alemanha. 

## Recordes
Antes desta competição, os recordes mundiais e do campeonato nesta prova eram os seguintes:
|                       | Nome                            | Nacionalidade  | Altura  | Local                 | Data                                   |
| --------------------- | ------------------------------- | -------------- | ------- | --------------------- | -------------------------------------- |
| Recorde mundial       | Javier Sotomayor                | Cuba           | 2m 45cm | Salamanca             | 27 de julho de 1993                    |
| Recorde do campeonato | Andrey Silnov                   | Rússia         | 2m 36cm | Gotemburgo            | 9 de agosto de 2006                    |
| Recorde europeu       | Patrik SjöbergBohdan Bondarenko | Suécia Ucrânia | 2m 42cm | Estocolmo Nova Iorque | 30 de junho de 198714 de junho de 2014 |

## Medalhistas
| Oruro                      | Prata                         | Bronze       |
| Alemanha Mateusz Przybylko | Bielorrússia Maksim Nedasekau | Ilya Ivanyuk |

## Cronograma
Todos os horários são locais (UTC+2).
| Data         | Hora  | Evento       |
| ------------ | ----- | ------------ |
| 9 de agosto  | 19:45 | Qualificação |
| 11 de agosto | 20:00 | Final        |

## Resultados

### Qualificação
Qualificação: Desempenho de 2.27 m (Q) ou os 12 melhores qualificados (q). 
| Posição | Grupo | Atleta                 | Nacionalidade               | 2.11 | 2.16 | 2.21 | 2.25 | Resultado | Notas |
| ------- | ----- | ---------------------- | --------------------------- | ---- | ---- | ---- | ---- | --------- | ----- |
| 1       | B     | Maksim Nedasekau       | Bielorrússia                | –    | o    | o    | o    | 2.25      | q     |
| 1       | A     | Mateusz Przybylko      | Alemanha                    | o    | o    | o    | o    | 2.25      | q     |
| 3       | A     | Dmytro Dem'yanyuk      | Ucrânia                     | –    | o    | xxo  | o    | 2.25      | q     |
| 3       | B     | Andriy Protsenko       | Ucrânia                     | o    | xo   | xo   | o    | 2.25      | q     |
| 5       | B     | Eike Onnen             | Alemanha                    | o    | o    | o    | xo   | 2.25      | q     |
| 5       | A     | Gianmarco Tamberi      | Itália                      | –    | o    | o    | xo   | 2.25      | q     |
| 7       | B     | Alperen Acet           | Turquia                     | o    | o    | xo   | xo   | 2.25      | q     |
| 7       | B     | Ilya Ivanyuk           | Atletas Neutros Autorizados | o    | o    | xo   | xo   | 2.25      | q     |
| 9       | A     | Sylwester Bednarek     | Polónia                     | o    | o    | xo   | xxo  | 2.25      | q     |
| 10      | A     | Douwe Amels            | Países Baixos               | o    | o    | o    | xxx  | 2.21      | q     |
| 10      | B     | Konstadinos Baniotis   | Grécia                      | –    | o    | o    | xxx  | 2.21      | q     |
| 10      | B     | Loïc Gasch             | Suíça                       | o    | o    | o    | xxx  | 2.21      | q     |
| 13      | B     | Marco Fassinotti       | Itália                      | o    | o    | xo   | xxx  | 2.21      |       |
| 13      | B     | Viktor Lonskyy         | Ucrânia                     | o    | o    | xo   | xxx  | 2.21      |       |
| 15      | A     | Allan Smith            | Grã-Bretanha                | –    | xo   | xo   | xxx  | 2.21      |       |
| 16      | B     | Chris Baker            | Grã-Bretanha                | o    | o    | xxo  | xxx  | 2.21      |       |
| 16      | B     | Maciej Grynienko       | Polónia                     | o    | o    | xxo  | xxx  | 2.21      |       |
| 16      | A     | Dmitry Kroyter         | Israel                      | o    | o    | xxo  | xxx  | 2.21      |       |
| 16      | A     | Tobias Potye           | Alemanha                    | o    | o    | xxo  | xxx  | 2.21      |       |
| 20      | B     | Lukáš Beer             | Eslováquia                  | o    | o    | xxx  |      | 2.16      |       |
| 20      | A     | Matúš Bubeník          | Eslováquia                  | o    | o    | xxx  |      | 2.16      |       |
| 20      | A     | Adrijus Glebauskas     | Lituânia                    | o    | o    | xxx  |      | 2.16      |       |
| 20      | A     | Jonas Kløjgaard Jensen | Dinamarca                   | o    | o    | xxx  |      | 2.16      |       |
| 20      | A     | David Smith            | Grã-Bretanha                | o    | o    | xxx  |      | 2.16      |       |
| 25      | B     | Bram Ghuys             | Bélgica                     | xo   | o    | xxx  |      | 2.16      |       |
| 26      | B     | Vasilios Konstantinou  | Chipre                      | o    | xxx  |      |      | 2.11      |       |
| 26      | A     | Andrei Skabeika        | Bielorrússia                | o    | xxx  |      |      | 2.11      |       |
| 28      | A     | Eugenio Rossi          | San Marino                  | xxx  |      |      |      | NM        |       |

### Final
| Posição           | Atleta               | Nacionalidade               | 2.19 | 2.24 | 2.28 | 2.31 | 2.33 | 2.35 | 2.37 | 2.38 | Resultado | Notas                |
| ----------------- | -------------------- | --------------------------- | ---- | ---- | ---- | ---- | ---- | ---- | ---- | ---- | --------- | -------------------- |
| Medalha de ouro   | Mateusz Przybylko    | Alemanha                    | o    | o    | o    | o    | o    | o    | –    | xr   | 2.35      | =                    |
| Medalha de prata  | Maksim Nedasekau     | Bielorrússia                | o    | o    | xx–  | o    | o    | xx–  | x    |      | 2.33      | =                    |
| Medalha de bronze | Ilya Ivanyuk         | Atletas Neutros Autorizados | o    | o    | o    | o    | xxx  |      |      |      | 2.31      | Recorde pessoal      |
| 4                 | Gianmarco Tamberi    | Itália                      | o    | xo   | o    | x–   | xx   |      |      |      | 2.28      | Recorde da temporada |
| 5                 | Alperen Acet         | Turquia                     | o    | xo   | xxx  |      |      |      |      |      | 2.24      |                      |
| 5                 | Andriy Protsenko     | Ucrânia                     | o    | xo   | xxx  |      |      |      |      |      | 2.24      |                      |
| 7                 | Sylwester Bednarek   | Polónia                     | o    | xxo  | xxx  |      |      |      |      |      | 2.24      |                      |
| 8                 | Douwe Amels          | Países Baixos               | o    | xxx  |      |      |      |      |      |      | 2.19      |                      |
| 8                 | Eike Onnen           | Alemanha                    | o    | xxx  |      |      |      |      |      |      | 2.19      |                      |
| 10                | Konstadinos Baniotis | Grécia                      | xxo  | xxx  |      |      |      |      |      |      | 2.19      |                      |
| 10                | Loïc Gasch           | Suíça                       | xxo  | xxx  |      |      |      |      |      |      | 2.19      |                      |
| 12                | Dmytro Dem'yanyuk    | Ucrânia                     | xxx  |      |      |      |      |      |      |      | NM        |                      |

Legenda
| Recorde mundial       | Recorde mundial (World record)               |                       | Recorde africano                      | Recorde africano (African) |                                           | Q | Classificado por posição (Qualified) |
| Recorde do campeonato | Recorde do campeonato (Championship record)  | Recorde da América    | Recorde da América (Americas)         | q                          | Classificado por melhor tempo (Qualified) |   |                                      |
| Melhor marca do ano   | Melhor marca do ano (World leading)          | Recorde asiático      | Recorde asiático (Asian)              | DNS                        | Não largou (Did not start)                |   |                                      |
| Recorde nacional      | Recorde nacional (National record)           | Recorde europeu       | Recorde europeu (European)            | DNF                        | Não terminou (Did not finish)             |   |                                      |
| Recorde pessoal       | Recorde pessoal do atleta (Personal best)    | Recorde da Oceania    | Recorde da Oceania (Oceania)          | DSQ / DQ                   | Desclassificado (Disqualified)            |   |                                      |
| Recorde da temporada  | Recorde da temporada do atleta (Season best) | Recorde sul-americano | Recorde sul-americano (South America) | NM                         | Sem marca (No mark)                       |   |                                      |